# بلاغ توغانه
بلاغ توغانه (به لاتین: Bolagh Tughaneh) یک منطقهٔ مسکونی در افغانستان است که در ولایت بامیان واقع شده‌است.